# معامل التقمص الوجداني
معامل التقمّص الوجداني، هو مقياس تقرير ذاتي نفسي للتقمّص الوجداني، طوّره كلّ من سيمون بارون كوين وسالي ويلرايت في مركز أبحاث التوحد بجامعة كامبردج. يعتمد هذا المعامل على تعريف التقمّص الوجداني المنطوي على المعرفة والوجدان. ينظر واضعو المقياس إلى التقمّص الوجداني باعتباره مزيجًا من القدرة على اختبار المشاعر المناسبة استجابةً لمشاعر الآخرين، والقدرة على فهم مشاعر الآخرين (متعلّق بنظرية العقل). طُوّر معامل التقمّص الوجداني استجابةً لما اعتبره واضعو المقياس افتقارًا لوجود استخبارات تقيس التقمّص الوجداني دون غيره؛ تمتلك المقاييس الأخرى مثل المقياس الاستخباراتي للتقمّص الوجداني العاطفي وميزان التقمّص الوجداني عوامل متعدّدة غير مرتبطة بالتقمّص الوجداني، إذ غالبًا ما ترتبط هذه المقاييس بالمهارات الاجتماعية أو القدرة على الانفعال العاطفي بشكل عام. صُمّم معامل التقمّص الوجداني بهدف اختبار نظرية التشاعر- التصنيف، إذ تضع هذه النظرية الأفراد في فئات مختلفة مصنّفة بحسب نوع الدماغ وبناءً على نزعتهم فيما يتعلّق بالتقمّص الوجداني وعلى استحداث التصنيفات. تستهدف النظرية الاستخدام السريري بشكل خاص لتحديد دور افتقار التقمّص الوجداني في علم نفس الأمراض؛ لا سيما في الكشف عن اضطراب طيف التوحد.

## الصيغة وحساب النقاط
يتكوّن معامل التقمّص الوجداني من 60 عنصرًا؛ يتعلّق 40 عنصرًا منهم بالتقمّص الوجداني، والـ 20 الباقين هم عناصر تحكّم. يوجد إصدار آخر من معامل التقمّص الوجداني، يتكوّن من 40 عنصرًا ومجموعة من الأسئلة ذات الصلة وحسب، لكنّه أقل موثوقية في بعض التطبيقات المحدّدة. يُعتبر كلّ عنصر من هذه العناصر بيانًا بصيغة المتكلّم، يصنّف المشرف هذه العبارات كالتالي: إمّا «أوافق بشدّة» أو «أوافق قليلًا» أو «أختلف قليلًا» أو «أعارض بشدّة». يتعيّن على المشاركين الإجابة عن جميع الأسئلة.
تُسجّل أداة القياس على مقياس يتراوح بين 0 (أقل حالات التقمّص الوجداني) و80 (أكثر حالات التقمّص الوجداني). يوضع فاصل مفيد (30) عند الكشف عن اضطرابات طيف التوحد.

## تطور المقياس
طوّر سايمون بارون كوين معامل التقمّص الوجداني جنبًا إلى جنب مع معامل التصنيف، إذ يُستخدم معامل التقمّص الوجداني في اختبار نظرية التشاعر– التصنيف (إي – إس) الخاصة بالتوحد. تحاول هذه النظرية المعرفية تفسير جانبين مختلفين من اضطراب التوحد: الحواجز الاجتماعية والتواصلية، والاهتمام المحدود والانتباه إلى التفاصيل. ربط بارون كوين الحواجز الاجتماعية والتواصلية مع الافتقار إلى التقمّص الوجداني، وفقدان القدرة على الاستجابة لأفكار ومشاعر الآخرين إضافةً إلى عدم وجود نظرية العقل. ربط بارون كوين الاهتمام المحدود والانتباه إلى التفاصيل مع وجود قدرة خاصة على التنظيم والتحليل. تتّفق هذه النظرية مع النتائج القائلة إن الأفراد المصابين باضطراب التوحد يسجّلون نقاطًا أعلى بكثير في معامل التصنيف ونقاطًا أدنى في معامل التقمّص الوجداني مقارنةً بعامّة الناس. هناك جدل قائم حول ما إذا كان دماغ مرضى التوحد مختلفًا كمًّا أو نوعًا، على الرغم من تكرار صيغة النقاط هذه بشكل مستمر.
ترتبط نظرية التشاعر- التصنيف أيضًا بنظرية أخرى متعلّقة بالتوحد، التي تُسمّى بنظرية الدماغ الذكري المتطرّف. تستند نظرية الدماغ الذكري المتطرّف إلى النتيجة القائلة إن الذكور يحرزون نقاطًا أعلى بكثير في معادل التصنيف وأدنى في معادل التقمّص الوجداني، مقارنةً بالإناث من البالغين والأطفال. ترى النظرية أن عشرات المصابين بالتوحد أحرزوا نقاطًا أعلى في معامل التصنيف وأدنى في معامل التقمّص الوجداني في الحالات القصوى. افترض بارون كوين وجود تشابه بين دماغ المصابين بالتوحد ودماغ الذكور مقارنةً بالإناث بشكل عام، وذلك بسبب تشابه النقاط التي أحرزها المصابون بالتوحد مع تلك التي أحرزها عشرات من الأفراد الذكور؛ يرى بارون كوين أن السبب قد يكمن في هرمون التستوستيرون السابق للولادة.  تُعتبر هذه الفرضية إحدى الفرضيات التي تفسّر الاختلاف الجنسي في انتشار التوحد (تبلغ نسبة الذكور إلى الإناث 4:1 بين مرضى التوحد، و10.8:1 بين المصابين بمتلازمة أسبرجر).
أثارت نظرية الدماغ الذكري المتطّرف بعض الجدل، إذ أسفرت اختبارات الفرضية عن نتائج متفاوتة فيما يتعلّق بالعلاقة بين المؤشرات البيولوجية لهرمون التستوستيرون السابق للولادة والنقاط المسجّلة في معامل التصنيف ومعامل التقمّص الوجداني. وجد تشابمان وآخرون أن الأطفال الذكور المتعرضين للكثير من هرمون التستوستيرون السابق للولادة سجّلوا نقاطًا أقل في معامل التقمّص الوجداني؛ الأمر الذي يعني وجود اختلاف جنسي فيما يتعلّق بالتقمّص الوجداني، واختلاف ما بين الأفراد الذكور المتعرّضين للكثير من هرمون التستوستيرون السابق للولادة. توجد العديد من الأدلة المُقدّمة ضد هذه النظرية؛ على سبيل المثال، تُعتبر النسبة المنخفضة للإصبع الثاني بالنسبة إلى الرابع (نسبة الإصبع الثاني: الإصبع الرابع) إحدى المؤشرات الحيوية المُحتملة لتأثير هرمون التستوستيرون السابق للولادة على الدماغ، إذ يرتبط بعدّة عوامل نفسية محددة خاصة بالذكور. تنخفض نسبة الإصبع الثاني: الإصبع الرابع لدى الأفراد المصابين بالتوحّد مقارنةً بعامة الناس، وذلك على الرغم من عدم وجود ارتباط بين معامل التقمّص الوجداني ومعامل التصنيف، ونسبة الإصبع الثاني: الإصبع الرابع. يقدّم واضعو النظرية العديد من التفسيرات المحتملة لهذا الاكتشاف، لكنّها تتناقض مع نظرية الدماغ الذكري المتطرّف الخاصّة بالتوحد. على سبيل المثال، قد تنعدم الخصائص النفسية للمعامل أو قد تكون النظرية ذاتها غير صحيحة؛ وقد لا يكون الاختلاف في أدمغة المصابين بالتوحد اختلافًا متطرفًا فيما يتعلّق بالأداء الطبيعي، إذ يُحتمل أن تكون أدمغتهم ذات هيكل مختلف تمامًا.